# Khalid (ca sĩ)
Khalid Donnel Robinson (sinh ngày 11 tháng 2 năm 1998), được biết đến với tên Khalid là một ca sĩ và nhạc sĩ người Mỹ. Anh đã ký hợp đồng với Right Hand Music Group và RCA Records. Đĩa đơn đầu tay của anh, "Location", đã được phát hành vào tháng 7 năm 2016 và đạt vị trí số 16 trên bảng xếp hạng Billboard Hot 100 của Hoa Kỳ và sau đó được chứng nhận bạch kim gấp bốn lần bởi Hiệp hội Công nghiệp Ghi âm Hoa Kỳ (RIAA). Album studio đầu tay của anh, "American Teen, đã được phát hành vào ngày 3 tháng 3 năm 2017.

## Tiểu sử
Khalid Robinson sinh ngày 11 tháng 2 năm 1998 tại Fort Stewart, Georgia., Anh đã trải qua thời thơ ấu tại nhiều nơi khác nhau, trong đó có Fort Campbell ở Kentucky, Fort Drum ở Watertown, New York, và sáu năm ở Heidelberg, Germany  do công việc của mẹ anh Linda Wolfe trong quân đội. Wolfe đã làm kỹ thuật viên cung cấp trong hơn 10 năm và cuối cùng đã có được một cơ hội để hát trong đội quân Mỹ. Mẹ của anh hy sinh cơ hội để theo đuổi giấc mơ nghệ thuật của riêng mình để nuôi anh. Trong năm học trung học, gia đình đã chuyển đến El Paso, Texas. El Paso, Texas.

## Nghề nghiệp
Khalid bắt đầu sáng tác và sáng tác nhạc ở trường trung học; Anh đã đăng những tác phẩm đầu tiên của mình lên SoundCloud. Vào tháng 7 năm 2016, anh đã đạt được vị trí thứ 2 trên bảng xếp hạng Billboard Twitter Emerging Artists chart. Đĩa đơn "Location" của anh đã bắt đầu được lên hạng, trong khi Khalid xuất hiện trong rất nhiều ấn phẩm, bao gồm Billboard, Yahoo, Buzzfeed, and Rolling Stone. Với việc sản xuất từ Syk Sense, Tunji Ige, và Smash David, "Location" đã hoàn thành năm 2016 ở vị trí 20 trên bảng xếp hạng Billboard Biểu đồ phát sóng R & B / Hip-Hop chính thống và đạt vị trí Top 10 trên bảng xếp hạng Billboard Hot R & B Songs vào ngày 21 tháng 1 năm 2017. Video nhạc "Location" được trình chiếu trên trang web của The Fader.